# Gorzów Wielkopolski
Gorzow Wielkopolski (forkortet Gorzów Wlkp, tysk: Landsberg an der Warthe) er en by i det vestlige Polen ved Warta floden. Det er den største by i voivodskabet Lubusz med 119.964(2021) indbyggere og en af voivodskabets hovedbyer med voivodkabets guvernørsæde (den anden er Zielona Góra). Byen var tidligere hovedstad i Gorzów Voivodeskab (1975-1998).
Byen ligger ved Europavej E65. Omkring Gorzów er der to store skovområder: Gorzów skovene (polsk: Puszcza Gorzowska) mod nord, hvor Barlinek-Gorzów Landskabspark er beliggende, og Noteć skovene (polsk: Puszcza Notecka) mod sydøst. De største oliefelter i Polen ligger i nærheden af Gorzów.
Gorzów er berømt for sine sportsfolk herunder OL og verdensmestre og nationale mestre. I de seneste år har byen været kendt for en tidligere polske premierminister, Kazimierz Marcinkiewicz, der kommer fra Gorzów Wielkopolski. 

## Venskabsbyer
Gorzów Wielkopolski er venskabsby med: